# Saint-Didier-sous-Écouves
Saint-Didier-sous-Écouves foi uma comuna francesa na região administrativa da Normandia, no departamento Orne. Estendia-se por uma área de 9 km². Em 2010 a comuna tinha 160 habitantes (densidade: 17,8 hab./km²).
Em 1 de janeiro de 2019, passou a formar parte da nova comuna de L'Orée-d'Écouves.